# Under the Cold Street Lights
Under the Cold Street Lights is het vierde studioalbum van de Belgische band Arid, in 2010 uitgebracht door PIAS.

## Lijst van nummers
1. "The Flood"
2. "Come On"
3. "Something Brighter"
4. "Seven Odd Years"
5. "Mindless"
6. "All That's Here"
7. "Custom Gold"
8. "Broken Dancer"
9. "Lock and Chain"
10. "Cold Street Lights"

## Hitnotering
| "Under the Cold Street Lights" in de Nederlandse Album Top 100 - binnen: 13-03-2010 | "Under the Cold Street Lights" in de Nederlandse Album Top 100 - binnen: 13-03-2010 | "Under the Cold Street Lights" in de Nederlandse Album Top 100 - binnen: 13-03-2010 | "Under the Cold Street Lights" in de Nederlandse Album Top 100 - binnen: 13-03-2010 |
| Week                                                                                | 01                                                                                  | 02                                                                                  |                                                                                     |
| ----------------------------------------------------------------------------------- | ----------------------------------------------------------------------------------- | ----------------------------------------------------------------------------------- | ----------------------------------------------------------------------------------- |
| Nummer                                                                              | 93                                                                                  | 75                                                                                  | uit                                                                                 |